# Шпаркос
Шпа́ркос (Sturnella) — рід горобцеподібних птахів родини трупіалових (Icteridae). Представники цього роду мешкають в Америці.

## Види
Виділяють три види:
- Шпаркос західний (Sturnella neglecta)
- Шпаркос східний (Sturnella magna)
- Шпаркос аризонський (Sturnella lilianae)

П'ять видів, яких раніше відносили до роду Sturnella, були переведені до відновленого роду Leistes.

## Етимологія
Наукова назва роду Sturnella походить від слова лат. sturnus — шпак з додаванням зменшувательного суффіксу.